# Kamanadurga, Pavagada
Kamanadurga là một làng thuộc tehsil Pavagada, huyện Tumkur, bang Karnataka, Ấn Độ.